# Teddy Sinclair
Pour les articles homonymes, voir Natalia (homonymie), Natalia et Sinclair.
Teddy Sinclair, anciennement Natalia Kills, de son vrai nom Natalia Noemi Sinclair (née Keery-Fisher le 15 août 1986),,,, est une auteure-compositrice-interprète et actrice britannique d’origine afro-jamaïco-uruguayenne. Née et élevée à Bradford au Royaume-Uni, elle commence sa carrière d’actrice à l’âge de neuf ans et obtient sept ans plus tard un rôle récurrent dans la série télévisée All About Me.
Elle étudie à la Bradford Girls' Grammar School et fréquente brièvement l’Académie de Musique et d’Art Dramatique de Londres avant de quitter le milieu scolaire pour se concentrer sur sa carrière musicale. Elle se creuse graduellement une place au sein de la scène musicale hip-hop et obtient un contrat chez Adventures in Music en 2003. Au commencement de l’année 2005, un single intitulé Don't Play Nice est exploité à travers cette entente. Toutefois, cette dernière se voit brisée à la suite des ventes décevantes de la chanson de même que des difficultés financières rencontrées par le label. En 2008, la carrière de Kills prend son envol lorsque la chanteuse est remarquée sur Myspace par le blogueur américain Perez Hilton. S’ensuivent alors des rencontres avec les rappeurs will.i.am et Akon, qui lui permettent d’obtenir des contrats chez leurs labels respectifs, will.i.am Music Group et Kon Live Distribution. Le premier album de Kills, Perfectionist, est commercialisé peu après. Il rencontre un succès modéré, comprenant notamment les singles Mirrors et Free. Deux ans plus tard, son second album, Trouble, est publié. Quelques mois après sa sortie, elle entame des collaborations distinctes avec plusieurs artistes tels que M. Pokora, le DJ David Guetta ainsi que les chanteuses Madonna et Rihanna. Durant la même période, elle épouse le musicien Willy Moon avant de devenir jurée de l’émission The X Factor en Nouvelle-Zélande et de distribuer son troisième album studio subséquemment.
Influencée par Kate Bush, Freddie Mercury, Gwen Stefani et Prince, Natalia Kills est reconnue pour ses vêtements et son style propre à elle-même qu’elle transmet à l’industrie de la musique à travers sa mode, ses performances et ses vidéoclips,. Elle a vendu approximativement 750 000 éditions physiques et numériques des singles extraits de son premier opus, près de 14 000 copies de ce dernier lors de son lancement et plus de 6 000 exemplaires de son second essai lors de sa première semaine d’exploitation outre-Atlantique.
En 2011, la chanteuse est lauréate du prix de la « révélation internationale de l’année » aux ESKA Music Awards. L’année suivante, elle collabore avec le photographe Jam Sutton dans le but de promouvoir This Is Not Clothing, une ligne de vêtements comprenant une série d'articles mêlant Natalia Kills à des œuvres d’art de Salvador Dalí, de René Magritte et de Frida Kahlo. En 2013, elle lance Looking for Trouble, sa propre gamme d’accessoires, avant d’être approchée par l'agence IMG Models. Du haut de ses 1,54 m environ, Natalia Kills est aussi mannequin. Elle est fréquemment photographiée pour des magazines de mode et a reçu une attention médiatique mondiale liée à ses parures mais également à ses goûts stylistiques,,. Elle participe à la création de l'une des musiques (The Happiest Girl) de l'album Born Pink des Blackpink sorti fin 2022.

## Biographie

### Enfance

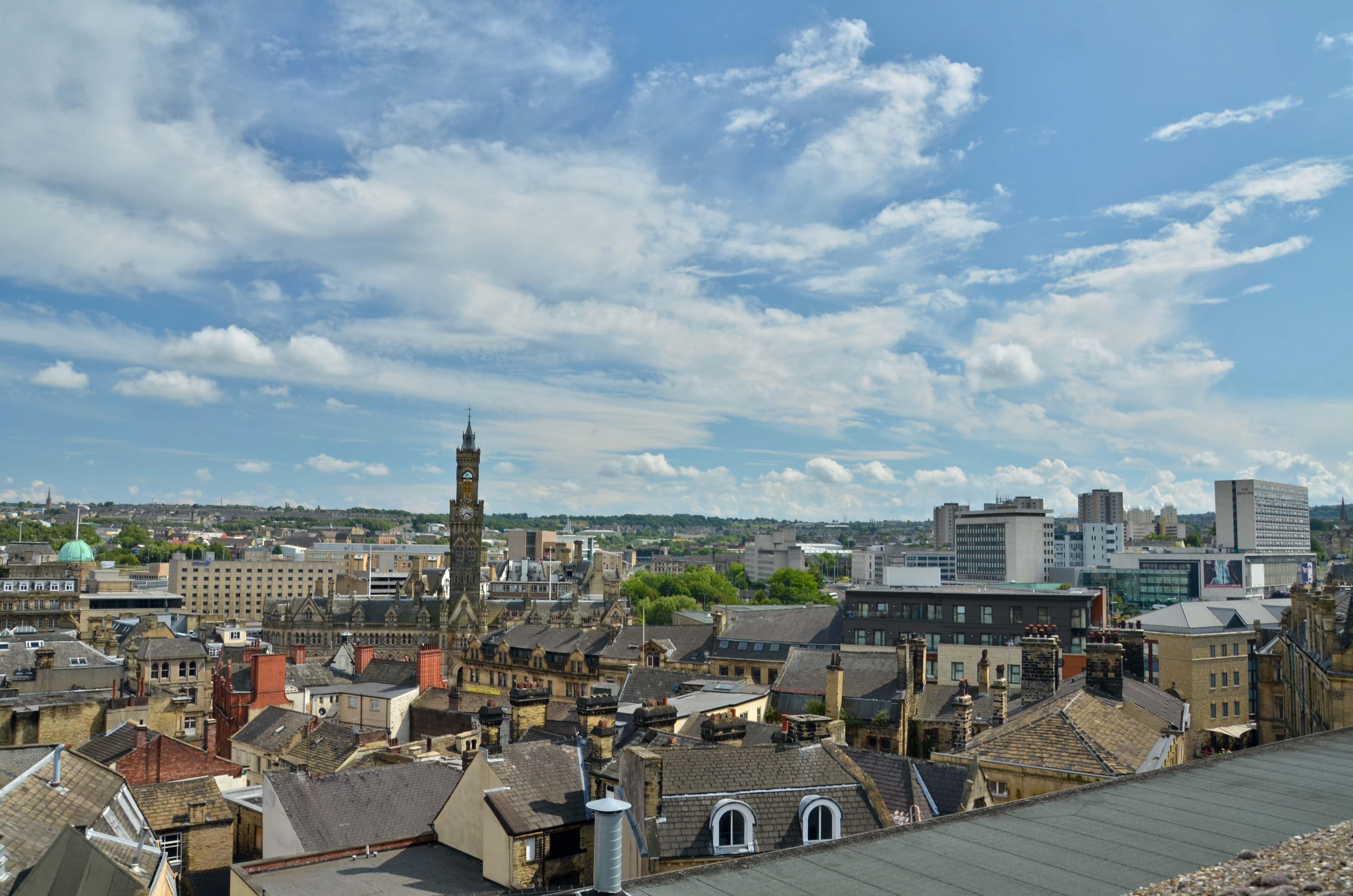
Bradford, la ville où Natalia Kills est née et a grandi entre 1986 et le début des années 1990.

Natalia Noemi Keery-Fisher est née le 15 août 1986 à Bradford, dans le comté métropolitain du Yorkshire de l'Ouest en Angleterre. Elle est élevée dans une famille d’origine afro-jamaïcaine, par son père Eddie, et uruguayenne, par sa mère Noemi. Plus tard, elle remplace son nom de naissance par Cappuccini, nom de famille de sa grand-mère. Enfant, elle fréquente l’école publique pour filles Bradford Girls' Grammar School. Sa famille, relativement aisée, quitte Bradford au début des années 1990, se déplaçant d’un territoire à l’autre, principalement entre l’Angleterre, la Jamaïque et l’Espagne. En 1999, son père est arrêté, sur des accusations tenues secrètes, puis emprisonné. Par la suite, sa famille prend la décision de déménager à Londres. Habituée à la profession d'actrice depuis l’âge de neuf ans, elle continue ses études à l’Académie de Musique et d’Art Dramatique de Londres, conjointement à la Guildhall School of Music and Drama, où elle étudie le théâtre classique. Elle devient, à l’âge de treize ans, la plus jeune élève de l’académie londonienne à obtenir une médaille d’or dans la matière d’enseignement « jeu d’acteur ». Natalia Kills explique qu'elle possède un accent mêlant l’anglais britannique et l’anglais américain car elle a passé une grande partie de son enfance entre Londres et la Floride. Avec une vie de famille compliquée, elle quitte son domicile à l'âge de quatorze ans, seule et en se concentrant sur le fait d’aller « le plus loin possible »,. Lors d’une entrevue pour le magazine Stuff, elle est revenue brièvement sur cette période de son enfance, déclarant : « À partir de l'instant où j’ai commencé à me déplacer seule lorsque j’avais 14 ans et, par extension, que je me suis enfuie de chez moi, j’ai tout de suite pris la décision de devenir qui je voulais être vraiment, mais aussi que je pouvais être moi-même et par-dessus tout que je ne voulais plus faire semblant ».
Natalia Kills décrit souvent son adolescence comme une période « dégénérée » de sa vie. En effet, elle a admis avoir tenté de mettre le feu à l’appartement de son ex-petit ami, alors que ce dernier et elle-même se trouvaient encore à l’intérieur. Elle avait des ennuis judiciaires fréquents. Elle connut par la suite une longue période de dépression à tendance suicidaire. Elle avait aussi été, de manière brève, membre d'une secte religieuse.

### Débuts artistiques en demi-teinte (1995–2008)

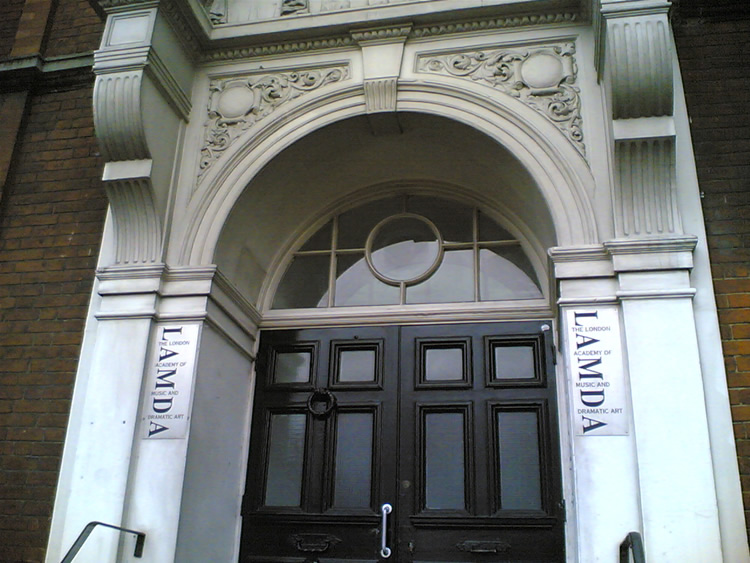
La LAMDA, l'académie où Natalia Kills a été formée à l'art dramatique, à la mise en scène et au travail technique.

En 1995, à l’âge de neuf ans, Natalia Kills fait ses débuts en tant qu’actrice dans la série britannique New Voices. Elle détenait, par ailleurs, le rôle récurrent de Sima dans la sitcom télévisée All About Me et jouait le rôle d’Amy Franks dans le soap opera radiophonique The Archers, retransmis à l’époque sur la station de radio BBC Radio 4. Elle commence à écrire ses propres chansons à l’âge de quatorze ans. Certaines d’entre elles sont choisies pour apparaître dans les films American Girls 4 et Pyjama Party, ainsi que dans la série télévisée Entourage. Kills a déjà précisé, alors que sa carrière cinématographique commençait à prendre forme, avoir auditionné devant George Lucas pour le rôle de Padmé Amidala, issue de l’épopée cinématographique Star Wars. Cependant, le rôle a finalement été attribué à Natalie Portman, forçant Natalia Kills à laisser le monde du cinéma de côté pour la musique. Après en avoir fini avec The Archers en 2003, l’idée de poursuivre une carrière musicale s’est immédiatement façonnée. C’est alors que la chanteuse eut une percée significative à Leeds, après avoir gagné une compétition de maîtres de cérémonie organisée par la station de radio BBC Radio 1, où elle s’est présentée sous le surnom Candy Rapper. Concernant sa ribambelle de noms de scène fabriqués, elle rapporte que durant son enfance, sa mère la surnommait « Verbal » car elle parlait et s’exprimait beaucoup. De ce fait, elle adopte ce surnom et crée ensuite plusieurs variations à certains moments au cours de sa carrière. Elle a tout de suite été approchée par la maison de disques britannique Adventures in Music et a immédiatement signé un contrat chez eux. Tout juste lancé, son premier single en tant que rappeuse, Don't Play Nice est publié, sous le nom de scène de Verbalicious, le 21 février 2005 au Royaume-Uni. Malgré un accueil mitigé, il réussit à atteindre la onzième place des classements britanniques, tout en étant exploité pour la bande originale du film Lucky Girl. Cependant, alors qu’un premier album, intitulé Verbal Issues, devait être commercialisé au printemps 2006, la maison de disques fait faillite et son contrat est alors déchiré. Certains morceaux enregistrés à l’époque pour cet essai sont disponibles en ligne et d’autres ont notamment été ré-enregistrés plus tard, sachant qu’il ne s’agissait que de simples maquettes. Dès lors, Natalia Kills fait profil bas.
En 2007, alors qu’elle commençait de nouveau à composer des chansons pour le cinéma, Natalia Kills partage son premier maxi, intitulé Womannequin, tout d’abord via sa page Myspace. Cet album, mélangeant des sonorités hip-hop présentes dans ses œuvres primaires ainsi que des éléments de musique électronique, voire industrielle, prémices que l’on retrouvera plus tard au long de sa carrière, a la particularité d’avoir été partiellement composé et produit par l’artiste et d’autant plus sous sa forme « démo ». L’année suivante, le maxi est distribué sur certaines plateformes de téléchargement numérique et deux des premières chansons de Kills, Shopaholic et Swaggeriffic, attirent l’attention du blogueur américain Perez Hilton. Une des deux reçoit plus de deux millions d’écoutes, résultant au fait que Natalia Kills atteignit la première place du classement des artistes n’ayant pas de contrat avec une major. Recevant des offres pour des concerts et festivals, elle déménage à Los Angeles où elle rencontre des personnes liées à de grandes maisons de disques, ainsi que des producteurs tels que Akon et Justin Timberlake. L’interprète dit être arrivée dans la ville « sans argent ou endroit pour vivre » et raconte avoir vécu dans des motels, « vagabondant aux alentours, essayant de trouver du travail ou d’écrire des chansons avec quelqu’un qui voudrait bien de moi pour quelques heures dans un studio. J’étais une dégénérée. J’étais horrible. J’ai fait des choses terribles. J’essayais juste de survivre et j’étais trop jeune pour savoir comment faire ». Ensuite, elle fait la rencontre d’un disc jockey qui la présente à will.i.am, après que ce dernier ait entendu une de ses maquettes et apprit qu’elle portait le statut d’artiste indépendante. Faussement décriée comme « tendus », Kills est revenue sur les premiers rapports qu’elle entretenait avec le musicien, précisant : « J’avais l’habitude d’aller faire un tour dans toutes ces boutiques de luxe hollywoodiennes et d’essayer des vêtements chers, que je ne pouvais clairement pas m’acheter. Je vivais sur des planchers et des canapés donc je m’exerçais, en quelque sorte, pour être prête lorsque je deviendrais riche. Je faisais ça et un homme s’est approché vers moi et m’a dit « Tu ressembles à une star de cinéma ou quelque chose dans le genre, tu fais quoi dans la vie ? ». Alors je lui ai donné une de mes maquettes, l’adresse de mon blog, mon e-mail et, plus tard, il m’a répondu « Tu es vraiment douée. Je tiens à te présenter à un DJ ». Ainsi, je suis parti avec lui pour rencontrer le DJ qui affirmait vouloir jouer mes chansons pour son ami. Je suis montée dans sa voiture et on nous a conduit dans une grande maison sur Hollywood Hills. Nous sommes entrés et il y avait un gars assis à une table qui était au téléphone. Lorsqu’il a levé les yeux, je me suis dit « Oh mince, c'est will.i.am. Qu'est-ce que tu fais ici ?! » et il m'a répondu « Je te retourne la question, c'est toi qui est chez moi ! » ». À partir de ce moment, les deux artistes ont commencé à voyager dans le monde entier pendant des mois. Après de multiples négociations, Natalia Kills accepte de signer un contrat avec le label Interscope, dont la maison de disque de will.i.am est une filiale. Pendant ce temps, elle se met à coécrire d’autres chansons. Elle enregistre notamment Rumours, un duo avec Pixie Lott et est choisie par M. Pokora pour interpréter They Talk Shit About Me, sous le pseudonyme de Verse. Pour la promotion du single, le chanteur invite Kills à un concert privé donné le 14 avril à Paris, ainsi qu’à un entretien organisé par la station de radio Skyrock, en 2008. C’est alors qu’elle a fait, par la même occasion, la rencontre du cinéaste français Guillaume Doubet, qui continuera de concevoir la plupart de ses clips vidéo.

### Changement d'image etPerfectionist(2009–2012)

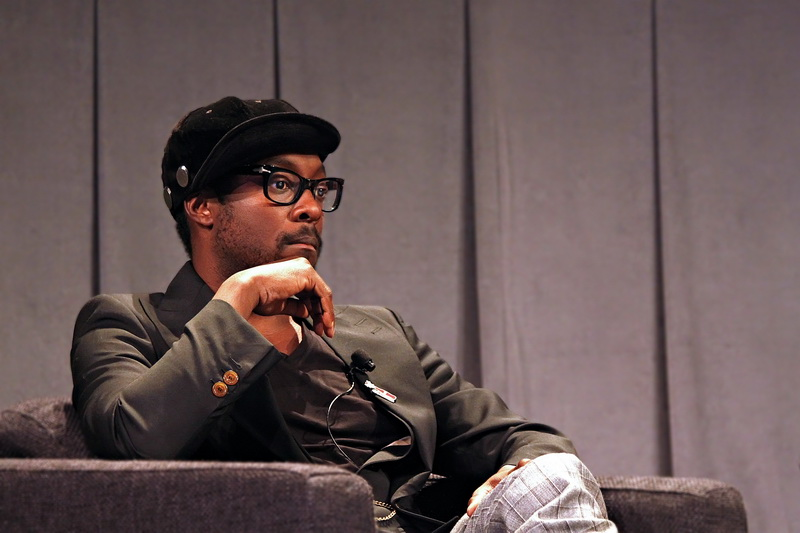
En 2008, will.i.am rencontre Natalia Kills et lui fait signer un contrat d’artiste.

Natalia Kills fait savoir au cours d’une entrevue qu’elle avait décidé d’adopter un autre nom de scène car son label trouvait Natalia Cappuccini, qui est non seulement le nom de famille de sa grand-mère mais aussi son nom légal, difficile à prononcer et « indescriptible ». Elle explique que ce nouveau pseudonyme, Natalia Kills, est basé sur l’expression anglophone « You killed it! », qui signifie « Tu as tout déchiré ! » en français, argumentant : « On peut dire que Michael Jackson était le meilleur chanteur de tous les temps car il « déchirait tout sur scène » ou encore que Naomi Campbell est une « tueuse » en termes de mode aux semaines des défilés car elle porte ses talons qui « déchirent ». Lorsque l’on utilise le mot « kill », cela représente habituellement une personne qui s’adonne à 100 pour cent à sa passion et avec énergie. Donc, étant une perfectionniste, ma passion existe toujours à 100 pour cent. C’est la raison pour laquelle « Kills » était le nom le plus beau et le plus appropriée pour me définir »,.
Nouvelle recrue chez Interscope et Cherrytree, Natalia Kills atteste « nous avons eu une très bonne chimie créative » concernant son approche avec will.i.am. En 2009, elle participe à la chanson Available de Flo Rida, en tant que choriste. Le single est publié le 23 novembre et est extrait de l’album R.O.O.T.S.. Elle est également sollicitée par Space Cowboy pour chanter sur Just Play That Track, morceau d’introduction à son album Digital Rock Star.

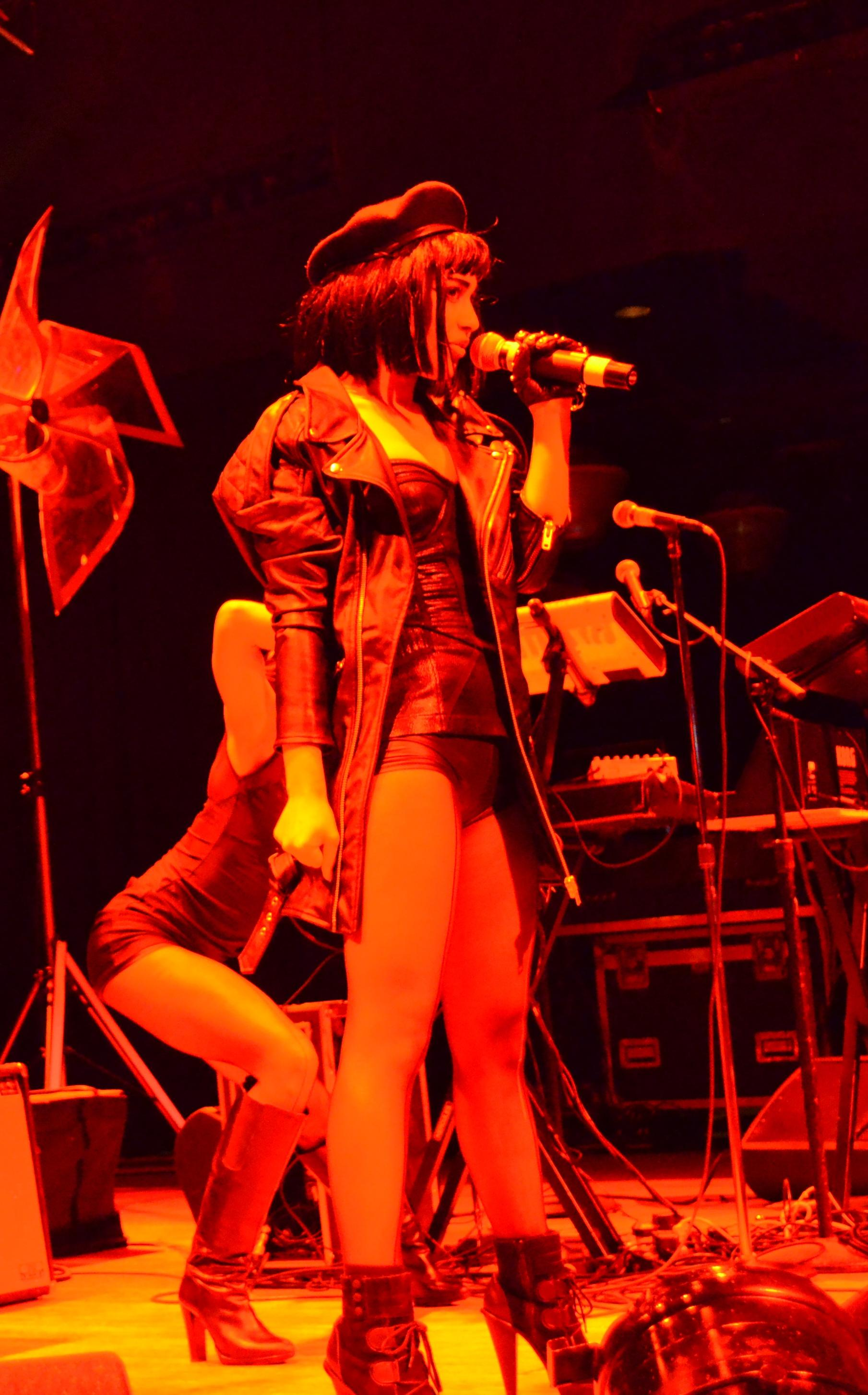
Natalia Kills lors de la tournée Body Talk Tour en février 2011.

Au début de l’année 2009, Natalia Kills commence à travailler sur son premier album. Celui-ci est enregistré dans un certain nombre de studios aux États-Unis et au Royaume-Uni. La chanteuse s'est entourée de producteurs de renom, tels qu'Akon, Dion « No I.D. » Wilson, Fernando Garibay, Giorgio Tuinfort, Jeff Bhasker, Martin Kierszenbaum ou encore « The-Ron » Feemster. Lorsqu’on lui demande de parler de son alliance avec will.i.am, Natalia Kills déclare : « Il est incroyable ! Il est à un niveau différent de la plupart des êtres humains créatifs. Quand j’étais en studio avec lui, il m’a vraiment montré que la musique sert à amener la camaraderie, la joie et l’unité entre les personnes ». Le 21 décembre 2009, un single promotionnel, Zombie, est commercialisé via l'iTunes Store. La chanson bénéficie également d’un clip vidéo, publié le 15 mars 2010. De manière à étendre la promotion de l’opus, Activate My Heart est distribué le 13 avril 2010 en tant que second single promotionnel. Son clip vidéo d’illustration est publié le 17 décembre 2010. Toutefois, la chanson n’a pas été retenue pour apparaître dans la liste des pistes finale. Le premier single, Mirrors, est publié le 10 août 2010. Après sa sortie, la chanson s'est immédiatement hissée aux sommets des hit-parades internationaux, dont le classement Hot Dance Club Songs aux États-Unis.
Par la suite, Perfectionist sort le 1er avril 2011 au format physique et numérique dans certains pays. Il est décrit comme un album-concept relatant le fait que la perfection serait atteignable. Cependant, il rencontre un succès modéré, bien qu’il se place en tête des classements américains, où il se vend à près de 14 000 exemplaires lors sa première semaine d’exploitation. L’album est ensuite promu par d’autres singles : Wonderland, qui sort le 12 avril, suivi par Free le 28 juin et Kill My Boyfriend le 10 janvier 2012. Ces singles sont considérés comme étant des tubes « mineurs » dans plusieurs pays européens, bien qu’ils aient eu du mal à entrer dans les classements américain et britannique. Mirrors et Free ont atteint les tops 10 de plusieurs hit-parades en Europe. Le total des singles distribués s’élève à plus de 750 000 exemplaires.
Entre juillet 2010 et février 2011, Natalia a été choisie pour effectuer la première partie de la section européenne de la tournée All Hearts Tour de Kelis, tout en supportant Robyn et son Body Talk Tour. Elle s'est aussi produite en tant que première partie lors de plusieurs tournées au cours de l'été 2011 : le Beginning Massive Stadium Tour des Black Eyed Peas les 24 et 25 juin au Stade de France à Paris et à l'Esprit Arena de Düsseldorf le 28 juin, le Get Sleazy Tour de Kesha, au Royaume-Uni, le 3 juillet au O2 Academy Birmingham, le 11 juillet au O2 Apollo Manchester et le 13 juillet au Hammersmith Apollo de Londres. L'artiste avait également été choisie pour le Doo-Wops & Hooligans Tour de Bruno Mars entre juillet et août et pour le California Dreams Tour de Katy Perry, du 21 août au 5 septembre aux États-Unis et au Mexique et le 25 septembre à São Paulo au Brésil.
En 2011 et en 2012, Natalia Kills participe à d’autres projets musicaux, en collaborant notamment avec des groupes. Elle fournit une partie vocale pour 2 Is Better des Far East Movement et pour 1974 du duo The Knux. Elle participe également aux chansons Dance de Zuper Blahq et Champagne Showers des LMFAO. Cette dernière a connu un succès mitigé à l’échelle internationale. Ensuite, elle joint l’artiste britannique Frankmusik pour son titre No Champagne. Enfin, elle s’associe avec les DJs Tatana et Junior Caldera pour leurs morceaux You Can't Get In My Head (If You Don't Get In My Bed) et Lights Out (Go Crazy).

### Troubleet autres projets (2012–2014)
|  |

Le 4 avril 2012, Natalia Kills annonce officiellement qu’elle est de retour en studio afin de commencer à travailler sur un nouveau projet. Huit jours plus tard, elle indique qu'elle se trouve dans un studio d’enregistrement new-yorkais en compagnie des compositeurs et producteurs Emile Haynie, Jeff Bhasker et les Smeezingtons. Le compositeur français Woodkid prend également part, de manière indéterminée, à la conception de ce projet.
Au cours d'une entrevue livrée pour le Prophet Blog deux mois plus tard, elle confirme qu’elle est en train de peaufiner les derniers enregistrements effectués pour son deuxième album et rappelle qu’elle travaille avec Bhasker et Haynie. En outre, elle mentionne plusieurs titres issus de la future liste des pistes, tels que Stop Me, Problem, Marlboro Lights, Saturday Night, Television et Trouble, tout en décrivant sa nouvelle influence musicale comme « bruyante et chaotique », à l’instar de quelque chose qui soit plus ou moins « dance ou electro ». Le 22 mai, une partie de Stop Me est chantée pour la première fois dans la boîte de nuit new-yorkaise Westway. Le 6 juillet, elle se produit dans la discothèque dubaïote Movida, où elle interprète Stop Me intégralement, en plus d’une nouvelle chanson, Problem. Le 5 septembre, elle dévoile le titre de son deuxième album, Trouble, et communique la parution d’un single promotionnel, Controversy. Le 14 septembre, quelques jours après la présentation d’une bande-annonce, un clip vidéo d’illustration est publié intégralement. Le 16 octobre, elle donne une représentation au bar new-yorkais Industry, durant laquelle elle interprète Controversy et Problem.
Face à la divulgation de diverses parties de la maquette de Problem depuis la fin de l’année 2012, en plus d’un document vidéo promotionnel, Kills choisit délibérément de présenter la chanson dans sa globalité le 8 mars 2013. Le single est d’abord distribué le 12 mars via la plateforme Amazon Music, avant de paraître sur l’iTunes Store le 24 juin. Le clip vidéo de Problem est publié le même jour et est coréalisé par la chanteuse. Apparaissant aux côtés du mannequin Adonis Bosso, Natalia Kills dit avoir, à travers cette vidéo, « reconstitué » ses premières années passées à Hollywood.
Au commencement du mois d’avril, elle accepte d’associer son image à celle de la boisson énergisante Effect, qui lui propose de partir en tournée en Russie. Cet évènement promotionnel, l’Effect Music Tour, débute le 4 avril et s’achève le 13 avril. Il se compose de six concerts joués dans des bars et discothèques des villes de Moscou, Kaliningrad, Sotchi, Perm, Saint-Pétersbourg et Krasnoïarsk. Dans la semaine du 24 juin, la chanson Saturday Night est piratée pour être diffusée en ligne. Deuxième single, celui-ci est publié le 28 juin au format numérique dans un certain nombre de pays du monde entier, incluant la France. Explorant des thèmes tels que la violence conjugale et la dépendance aux drogues, tout en faisant référence à la relation que l’interprète entretenait avec ses parents, le clip vidéo, réalisé par Guillaume Doubet,, est montré le 10 juillet.

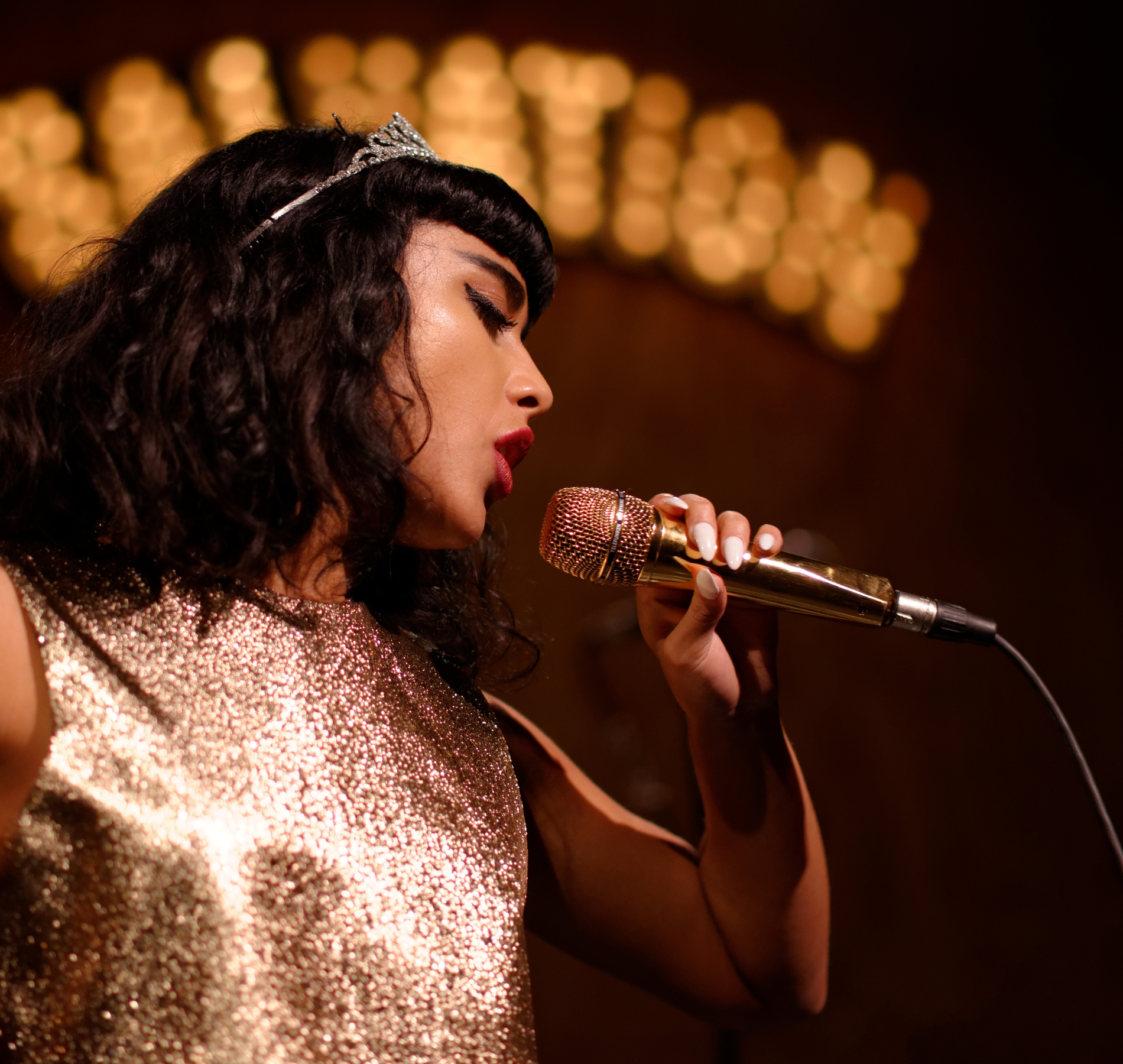
Natalia Kills lors d’une représentation à Los Angeles en février 2014.

Le 25 août, Natalia Kills participe à une soirée de préparation en l'honneur des MTV Vidéo Music Awards à Brooklyn, durant laquelle sont joués plusieurs titres inédits. Elle indique avoir travaillé dur sur cette prestation afin de « faire quelque chose sur scène qui soit à distance précise » du visuel de l’album et de la musicalité des chansons. Deux jours plus tard, Outta Time est offerte en téléchargement numérique via une lettre d’information envoyée par Polydor. Étant le second single promotionnel, il est publié en tant que « single gratuit de la semaine », coïncidant avec la sortie du deuxième album outre-Atlantique. Une lyric vidéo d’illustration est partagée sur YouTube,. Trouble est commercialisé à partir du 3 septembre 2013 au format numérique, sur le continent nord-américain en premier lieu,. Son édition physique est distribuée le même jour dans certains pays à travers le monde. Centré autour de son enfance difficile, l’album est accueilli de manière favorable par la presse musicale. Pour le site Web Idolator, Natalia Kills a « grandi en tant que compositrice, extrayant désormais ses propres expériences (en particulier, son passé tourmenté) avec richesse et authenticité ».
Le 3 septembre, elle livre une entrevue pour Glamour et, par la même occasion, dévoile Boys Don't Cry en avant-première sur le site Web du magazine. Le 18 octobre, un remix du titre est proposé sur le site Web du magazine Cosmopolitan. De façon à étendre la promotion de l’album, Natalia Kills est interrogée par un certain nombre de revues et de sites web, dont Billboard, Teen Vogue, Ladygunn, Refinery29 et Playboy. Le 9 octobre, elle donne un concert à Chicago. Le 31 décembre, elle en donne un autre dans l’enceinte de l’Hotel Roosevelt à Hollywood. Elle est aussi conviée à une représentation acoustique par Yahoo! Music. Le 4 novembre, elle se joint à l’ouverture d’un magasin Topshop à Los Angeles, en plus de livrer une performance scénique en plein air. Lors d'un voyage promotionnel en Nouvelle-Zélande, elle répond présente à la cérémonie des New Zealand Music Awards pour remettre les prix du Meilleur groupe et de la Révélation de l’année. En décembre, elle est recrutée par l’agence IMG Models.
Après avoir collaboré avec la rappeuse américaine Angel Haze pour son premier album, Dirty Gold, Natalia Kills l’invite à enregistrer un remix de Problem, qui est publié le 11 février 2014. Huit jours plus tard, un clip vidéo pour la chanson-titre de l’album, réalisé par le cinéaste Emile Rafael, fait son avant-première. Dans la continuité des vidéo-clips des deux précédents singles, celui-ci expose les déboires passés de la chanteuse et notamment sa vie amoureuse centrée sur les substances illicites et la violence. Cependant, il s’agit d’un projet « hors-promotion » sachant qu’aucune édition numérique ou physique n’est publiée en tant que tel, à l’exception d’un remix avec l’artiste canadienne Peaches.

### Mariage,The X Factoret formation des Cruel Youth (depuis 2014)
|  |

Le 27 février 2014, après avoir réalisé une série de concerts aux États-Unis et en Europe, Natalia Kills entre en studio à Stockholm avec le disc jockey français David Guetta et le producteur néerlandais Giorgio Tuinfort. Le disc jockey néerlandais Afrojack et Martin Kierszenbaum, fondateur et président de Cherrytree Records ainsi que dirigeant de l’A&R pour Interscope Records, rejoignent le trio déjà présent. Un mois plus tard, Natalia Kills devient la nouvelle égérie du parfum 212 VIP Rosé de Carolina Herrera, en plus d’être sélectionnée comme jurée d’un concours promotionnel connexe au détaillant, avec le blogueur de mode Bryanboy (en), le duo de personnalités mondaines Brant Brothers et le danseur Adrien Galo.
Le 10 avril, la chanteuse américaine Madonna partage des photos en compagnie de Natalia Kills, dont une les représentant assises en face d’un microphone dans un studio d’enregistrement. Le cliché montre également Martin Kierszenbaum,.
Le 4 septembre, ce dernier précise au cours d’une entrevue que les deux chanteuses ont composé près de huit morceaux en une semaine. Parmi les chansons enregistrées, seule Holy Water est retenue pour figurer sur la liste des pistes de l’album Rebel Heart.
Le 13 mai, Natalia Kills rencontre la disc jockey britannique Samantha Ronson et le musicien uruguayen Gabe Saporta (en), pour travailler sur une future collaboration.
Durant la même journée, le magazine BlackBook (en) annonce les fiançailles de l’artiste avec le chanteur néo-zélandais Willy Moon, qui ont eu lieu le 23 mai à New York. À l’issue d’une entrevue accordée le même mois au magazine de mode Black, elle développe davantage sur ses récents projets et sa situation actuelle, déclarant : « Nous venons tout juste d’emménager à New York ! C’est divin ! Je pourrais vous parler de tout le plaisir que nous avons ressenti quant à notre mariage mais vous comprendrez très facilement que nous avons peu travaillé ensemble… ». Lorsqu’on lui demande sur quoi repose l’avenir de sa carrière et si un nouvel album est en préparation, elle répond : « Nous avons enregistré quelques chansons… c'est beaucoup plus agressif et sarcastique. Les principaux sujets portent sur l’amour véritable et ce qu’est la souffrance. Je veux faire un opus sur toutes les choses terribles que nous faisons quand nous nous ennuyons ».
Le 31 mai, elle est conviée à la soirée caritative Life Ball qui prend place à Vienne en Autriche,. Le 29 juin, elle fait une apparition au festival de la marche des fiertés de Minneapolis.
Le 11 août, elle annonce qu’elle est de retour en studio en compagnie de Willy Moon et du producteur américain Ian Kirkpatrick. Alors interrogée pour le magazine Paper au milieu du mois d’octobre, elle déclare : « Je suis vraiment intenable quant à l’idée de mon retour musical. C'est drôle, mais coécrire des chansons pour des stars de la pop connues mondialement m’a permis de devenir encore plus obscure et inadéquat avec mes propres travaux », tout en confirmant une nouvelle fois la parution d’un nouveau matériel,. Le 30 octobre, la chaîne de télévision néo-zélandaise TV3 annonce que Willy Moon et Natalia Kills sont désignés comme nouveaux jurés de l’émission The X Factor, à partir du 15 février 2015. Le 20 novembre, elle est présente à la cérémonie des New Zealand Music Awards. Le 6 décembre, il est communiqué que Natalia Kills a participé à la composition d’une chanson, intitulée Kiss It Better, avec l’artiste barbadienne Rihanna.
Le 15 mars 2015, au cours du premier épisode de X Factor retransmis en direct, la performance scénique d’un des candidats, Joe Irvine, a été suivie par les commentaires des jurés et notamment par des critiques virulentes de la part de Willy Moon et de Natalia Kills. La réponse du public vis-à-vis des commentaires a été extrêmement négative, tandis que certaines étaient pour le bannissement pur et simple des deux jurés, d’autres ont simplement estimé que les commentaires étaient inacceptables. L’incident a mené à la critique des sponsors, des propriétaires de la franchise et des collègues jurés. Les deux amants ont finalement été virés de l’émission un jour après les faits, avant de retourner à Los Angeles, où Kills livre ses premiers commentaires publics sur la controverse en souhaitant bonne chance à Joe Irvine ainsi qu’aux autres garçons de son ancienne équipe, tout en rejetant l’idée d’un quelconque « complot » organisé par les producteurs de l’émission et en déclarant que cette histoire comporte « plusieurs facettes ». Le lendemain, Natalia Kills présente ses excuses à Joe Irvin, tandis que Willy Moon lui souhaite bonne chance dans la compétition. Quelques jours plus tard, la chanteuse revient sur l’incident, tout en indiquant avoir changé son management d'équipe à la suite de sa rupture de contrat avec le label Cherrytree, survenue quelques mois plus tôt et affirme que son entente de distribution reste Interscope, avec qui elle a travaillé pour son troisième album.
En avril, elle fait part de son retour en studio et s’entoure d’un certain nombre d’auteurs-compositeurs et de producteurs, tels que Candice Pillay, Willie Donut, Prince Charlez, Blake Mares et Laura Pergolizzi. Le mois suivant, elle annonce sa collaboration avec la marque australienne Pared Eyewear ainsi que l’arrivée de sa propre gamme de lunettes de soleil.

## Vie personnelle

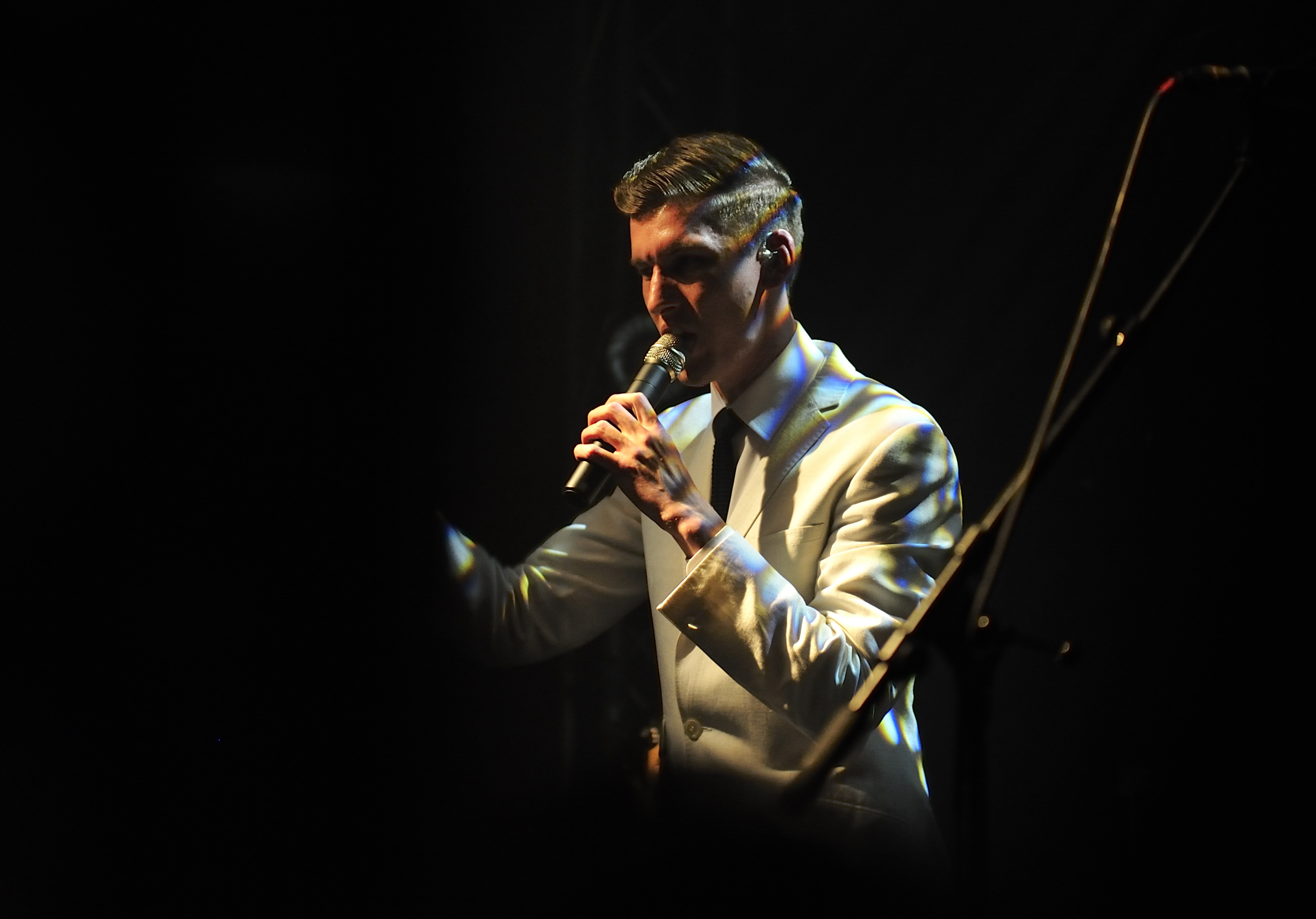
Le chanteur néo-zélandais Willy Moon est fiancé à Natalia Kills depuis mai 2014.

Au printemps 2012, il est rapporté que Kills fréquentait l’acteur et musicien américain Leebo Freeman, notamment depuis que ce dernier avait été choisi pour apparaître à ses côtés dans le clip vidéo de la chanson You Can’t Get in My Head (If You Don’t Get in My Bed)[réf. nécessaire]. Toutefois, leur relation n’a jamais été officialisée à l'époque. Depuis l’année 2013, elle rencontre de façon régulière le chanteur néo-zélandais Willy Moon. Il sera révélé à l’automne de cette même année que Moon et Kills ont bel et bien une liaison amoureuse. Le 23 mai 2014, cette relation est officialisée par leur mariage. Depuis, ils vivent tous deux au West Village, un quartier de Manhattan, à New York. À la suite de leur union, en plus de prendre le nom de famille de son époux, la chanteuse décide également de changer de prénom de manière légale et opte pour Teddy.
Alors adolescente et dans sa vingtaine, Kills a déclaré avoir vécu de multiples péripéties plus incroyables les une que les autres. Âgée de cinq ans, elle venait d’écrire son premier poème et ne s’est jamais arrêté d’en composer depuis. Sept ans plus tard, elle avait pris l’habitude d’écrire des poèmes et des lettres à son père lorsqu’il était en prison et allait lui rendre visite chaque week-end. Étant jeune, elle avait été impliquée dans une secte religieuse pendant plusieurs années et a affirmé qu’elle passait son temps à « se tenir debout aux coins de rue avec un groupe d’adeptes » et qu’elle disait aux gens « à quel point Dieu les aimait » et qu'ils « iraient en enfer pour tous leurs péchés » ; elle n’avait pas le droit de se mélanger à des « étrangers », d’avoir des relations sexuelles ou de parler de ce culte à sa famille si elle n’y avait pas encore adhéré. Il y eut aussi une période durant laquelle elle traquait sans cesse son petit ami de l’époque après leur rupture. De ce fait, elle se faisait régulièrement arrêter par les autorités locales et s’est retrouvée à l’arrière d'une voiture de police « au moins trois fois », pour « mauvais comportement ». Kills a mentionné qu’une fois, elle s’était enfuie désargentée à Paris, où elle a séjourné dans une auberge de jeunesse avec « une seule salle de bain au deuxième étage ». Elle commente qu’une autre fois, elle aurait pris du LSD dans un club de striptease hollywoodien et aurait été victime d’hallucinations « remplies de sang et d’araignées » pendant deux jours. Argumentant sur les détails de cette anecdote, elle raconte qu’elle se serait promenée dans les rues de Los Angeles et que « tout ressemblait à une peinture de Salvador Dalí ; les visages des gens avaient l’air de fondre littéralement ».
Malgré le fait qu’elle se comporte de façon naturelle lors de ses prestations scéniques, Kills souffre de graves vertiges. Lors d’un concert donné sur le toit de l’Hôtel Atlas de New York, organisé pour la sortie de son premier album aux États-Unis le 16 août 2011, l’interprète avait avoué ne pas s’être senti entièrement à son aise, déclarant : « Je n’aime pas voir les avions voler juste au-dessus de ma tête ou même être dans un avion et regarder par le hublot. Ce n’est pas naturel pour un être humain de se trouver à une hauteur aussi vertigineuse. À la minute où je sais que danger est là, je ne suis plus tout à fait sûre de moi » et a ajouté « la déception [quant à l'annulation d'un concert] est l’une des pires émotions que l’on peut ressentir. C’est plus difficile à éprouver car ça n’est jamais prévu ».
En avril 2025, alors qu’elle dévoile trois nouveaux titres sous son pseudonyme Cruel Youth pour la bande originale de la série Godfather of Harlem, l’artiste révèle sur ses réseaux sociaux avoir récemment subi une lourde intervention chirurgicale. Elle indique avoir été atteinte de névralgie du trijumeau, une affection neurologique particulièrement douloureuse, contre laquelle elle s’est battue en silence pendant plusieurs années. Elle affirme aujourd’hui en être venue à bout.

## Environnement artistique

### Style et influences
|  |

Natalia Kills cite Kate Bush et Alanis Morissette comme étant ses plus importantes influences musicales, les qualifiant d’« artistes émotionnelles » qui composent leurs chansons « honnêtement et de leurs propres expériences ». Artistiquement parlant, elle se décrit comme une « artiste visuelle basée sur la musique » et considère Gwen Stefani comme son « héros »[réf. nécessaire]. Elle explore une musique qui est, à la fois « confessionnelle et audacieuse », lorsqu’elle est à la recherche d’inspiration. À ce sujet, elle révèle : « Je n’écoute pas de musique afin de lâcher prise mais pour y plonger en profondeur », tout en listant Hole, Marilyn Manson et Eminem parmi ses artistes et groupes favoris lorsqu’elle était plus jeune. D’après Jon O'Brien d’AllMusic, elle s’est progressivement composé une tonalité musicale incorporant la dance-pop « théâtrale » de Lady Gaga, l’univers visuel des films noirs des années 1940 et l’electro « mélancolique » des Depeche Mode. Kills relate qu’elle a toujours adulé la musique pop en général, plus particulièrement en évoquant des artistes contemporains « new age » comme Lana Del Rey, Adele et Marina and the Diamonds ou encore Ivy Levan et Lorde. Elle se dit heureuse de faire partie de l’ère musicale du XXIe siècle qui, selon elle, possède de « grands artistes » et de « bonnes chansons », faisant référence aux Sleigh Bells ainsi qu’à La Roux, Kanye West, Nicki Minaj et Amy Winehouse. Enfin, elle a déjà été inspirée par Prince, les Vanity 6, Freddie Mercury et les Eurythmics lors d’interprétations scéniques.
Lorsque son premier album est sorti, la presse musicale a souvent décrit son style comme étant de la « pop sombre », bien qu’elle ne soit pas en accord avec cette étiquette apposée. Pour elle, la description parfaite de son œuvre serait de la pop « avec une opinion », ajoutant qu’il s’agit du genre « le plus brave » dans cette branche musicale. Pour la confection de sa pochette, elle rapporte qu’elle a été inspirée par Barbara Kruger, non seulement car il s’agit d’une artiste qui « va droit au but », mais aussi pour être plus « honnête et réaliste » avec son public vis-à-vis de ses travaux en prenant des photographies en noir et blanc, à l’inverse de clichés dits « numériques », pour rappeler ainsi l’atmosphère des films anciens.
Elle dit aussi être inspirée par ses propres expériences et par le cinéma lorsqu’elle compose des chansons. À ce propos, elle déclare : « Je suis une grande admiratrice de Stanley Cooper, Tarantino, Gaspar Noé et Stanley Kubrick. J’aime tout ce qui est beau, dérangeant, horrifiant et magnifique à la fois. J’ai de l’inspiration, sans aucun doute. Je n’écoute pas beaucoup de musique aujourd’hui à part la mienne, mais j’aime beaucoup la musique de façon générale, c’est certain ».
En termes d’esthétisme, Kills mentionne Alexander McQueen et Vivienne Westwood comme étant ses principales inspirations. Elle se réfère également à Audrey Hepburn, à Elizabeth Taylor dans Cléopâtre ainsi qu’au personnage de Mia Wallace. Au cours d’une entrevue télévisée prenant place pendant une exposition parisienne sur les œuvres de Christian Lacroix, elle a expliqué qu’elle ne suivait aucune mode mais que le style vestimentaire est une « expression visuelle de qui nous sommes, de notre identité et de la manière dont nous nous sentons au moment présent », ajoutant qu’elle a toujours aimé porter des parures noires ou en cuir, qu’il s’agit d’une « expression représentant qui je suis » et qu’il est « plus important d’avoir un style pour cette raison plutôt que de suivre une mode qui ne nous correspond pas forcément et qui change tous les trois mois ». Elle termine en déclarant qu’elle favorise les habits « agressifs et féminins » à la fois et qu’elle aime définir son style comme de la « brutalité féminine », pensant que le cuir apporte « un style dur et doux en même temps ».

### Couverture médiatique
Dans la culture populaire, plusieurs œuvres de Kills ont été exploitées et rendues célèbres. Ainsi, Zombie a été choisi pour une interprétation scénique au cours du sixième épisode de la première saison de l’émission Face Off, diffusé en mars 2011 aux États-Unis. Wonderland avait été retenu pour la bande originale du film Sortilège, sorti en juillet 2011. Aussi, la promotion de son second album a été efficacement réalisée grâce aux médias. En effet, Problem a été exploité à travers une campagne publicitaire pour ShoeDazzle, dans le sixième épisode de la première saison de la série télévisée Hit the Floor, dans la bande originale du film les Miller, une famille en herbe, dans une bande-annonce du film 3 Days to Kill, à travers un lancement télévisé promulguant la deuxième saison de l’émission The Face aux États-Unis, dans une publicité pour la gamme de chaussures de sport Energy Boost d’Adidas, dans une bande-annonce du stand-up Uganda Be Kidding Me: Live de Chelsea Handler, à travers un projet visuel du photographe David LaChapelle, dans une bande-annonce du film The Duff, dans le deuxième épisode de la quatrième saison de la série télévisée Girls, dans le premier épisode de la série télévisée The Royals et en tant que reprise interprétée par les Barden Bellas dans le film Pitch Perfect 2, entre autres. À l'automne 2013, Saturday Night a été utilisé dans un spot intitulé The Heist pour le bijoutier Fallon. En 2014, Boys Don't Cry a été choisi pour figurer sur la bande originale du film Vampire Academy, Trouble a été inclus dans la compilation NOW That's What I Call Music, Vol. 49 et Controversy a été utilisé dans le quatrième épisode de la seconde saison de Hit the Floor.

### Projets cinématographiques
De manière à promouvoir son premier album, Natalia Kills s’associe au cinéaste français Guillaume Doubet et conçoit une web-série, intitulée Love, Kills xx. Composée de dix épisodes, elle est diffusée entre le 26 avril et le 19 juillet 2010 par le biais de sa chaîne YouTube, sachant qu’il était initialement prévu que l’album soit distribué à l’automne 2010. Alors que sa réalisation est encore en production, chaque épisode est scénarisé, tourné puis publié sur une période hebdomadaire de dix semaines. La plupart d’entre eux commencent en présentant une citation et incorporent la version instrumentale d’une ou de plusieurs morceaux de l’opus.
Un court-métrage, nommé The Exhibitionist, avait également été coréalisé avec Guillaume Doubet et enregistré en même temps que la web-série. Pour autant, les images n’ont jamais été dévoilées.

## Discographie
Albums studio
- 2011 : Perfectionist
- 2013 : Trouble

Maxis
- 2008 : Womannequin

## Tournées
| En tant qu’artiste solo - Perfectionist Promo Tour[1] (2011) - Effect Music Tour[2] (2013) - Trouble Promo Tour[3] (2013 à 2014) En tant que projet collaboratif - The Cherrytree Pop Alternative Tour[4] (2011 à 2012) | En tant que première partie - All Hearts Tour (en) (2010) - Body Talk Tour (en) (2010 à 2011) - The Beginning Massive Stadium Tour[5] (2011) - Get Sleazy Tour[5] (2011) - The Doo-Wops & Hooligans Tour[5] (2011) - Something to Die For Tour[5] (2011) - California Dreams Tour[5] (2011) - Sorry for Party Rocking Tour (en) (2012) |

Notes
1 Cette tournée promotionnelle de 58 dates a débuté le 24 juin 2011 à Paris, en France et s'est achevée le 22 novembre 2011 à Vancouver, au Canada.
2 Cette tournée promotionnelle n’a eu lieu qu’en Russie.
3 Cette tournée promotionnelle n’a eu lieu qu’aux États-Unis.
4 Cette tournée a été effectuée avec d’autres artistes issus du même label discographique.
5 Ces dates sont liées au Perfectionist Promo Tour.

## Filmographie
| Rôle à la télévision | Rôle à la télévision            | Rôle à la télévision | Rôle à la télévision                                                           |
| Année                | Titre                           | Rôle                 | Notes                                                                          |
| -------------------- | ------------------------------- | -------------------- | ------------------------------------------------------------------------------ |
| 1995                 | New Voices                      | Pearl                | Épisode : « The Treasure of Zavimbi »                                          |
| 2002–2004            | All About Me (en)               | Sima                 | Rôle principal                                                                 |
| 2003                 | Casualty                        | Samina Khan          | Épisode : « Stuck in the Middle with You »                                     |
| 2003                 | Coronation Street               | Laura Mangen         | Apparition dans les épisodes 5 624 et 5 625                                    |
| 2004                 | Doctors                         | Hazel Perry          | Épisode : « A Decisive Moment »                                                |
| 2004                 | Blue Murder                     | Anisa Khan           | Épisode : « Fragile Relations »                                                |
| 2005                 | No Angels                       | Sujata               | Apparition dans le septième épisode de la deuxième saison                      |
| 2006                 | Affaires non classées           | Kelly Wetherby       | Épisode : « Supernova (première partie) »                                      |
| 2006                 | Tripping Over (en)              | Julie                | Apparition dans le deuxième et dans le troisième épisode de la première saison |
| 2007                 | Cape Wrath                      | Kerry                | Apparition dans le pilote                                                      |
| 2015                 | The X Factor (Nouvelle-Zélande) |                      | Sélectionnée comme jurée à partir de la deuxième saison                        |

| Rôle sur Internet | Rôle sur Internet | Rôle sur Internet | Rôle sur Internet |
| Année             | Titre             | Rôle              | Notes             |
| ----------------- | ----------------- | ----------------- | ----------------- |
| 2010              | Love, Kills xx    | Elle-même         | Rôle principal    |

## Récompenses et nominations
| Année | Cérémonie ou récompense    | Prix                                                   | Travail récompensé    | Résultat   |
| ----- | -------------------------- | ------------------------------------------------------ | --------------------- | ---------- |
| 2011  | Eska Awards (en)           | Révélation internationale de l’année                   | Natalia Kills         | Lauréat    |
| 2011  | The Dome                   | Interprétation scénique de l’année                     | Mirrors et Wonderland | Nomination |
| 2012  | VEVOCertified Awards       | Clip vidéo ayant atteint les cent millions de lectures | Champagne Showers     | Lauréat    |
| 2013  | MP3 Music Awards           | Meilleure interprète féminine                          | Saturday Night        | Lauréat    |
| 2013  | Fuse Favorite: Fan Edition | Meilleur nouvel artiste                                | Natalia Kills         | Nomination |
| 2014  | MP3 Music Awards           | Choix de l’industrie musicale                          | Trouble               | Nomination |